# AIAIグループ
AIAIグループ株式会社（アイアイグループ）は、保育、介護、ICTを主事業とする持株会社である。

## 概要
創業者兼現社長の貞松成が、人口問題の解決を目的に2007年1月に設立し、保育事業を開始した。翌2008年に介護事業を開始した。さらに、2010年より介護と保育を同一建物内の同一フロアにて融合させた世代間交流事業を考案した。
「あい・あい保育園」ブランドの認可保育所を主力とし、首都圏と関西圏を中心に運営している。持株会社体制への移行後も、事業子会社のAIAI CHILD CARE株式会社が運営している。
前述の保育所（認可保育所、小規模認可保育所）の他、「やすらぎ」の名称で住宅型有料老人ホーム、「にじ」の名称で放課後等デイサービスなどを運営している。
通常、介護施設と保育園は、同一敷地内で別々の建物での運営や同一建物内の多層階にて運営されるのが一般的であったが、同社では、世代間交流の実現や初期投資の節減などを理由に、同一建物内の同一フロア内で両事業を展開している。融合事業の強みは、介護と保育のために別々に建物を用意して併設や隣接の状態で行うよりも、同一フロア内で融合させることで、初期投資の約3割削減が可能となることで投資回収率（ROI）が向上することにある。また、高齢者と子どもたちの世代間交流も実現する。
また、リーマン・ショック以降に異業種からの福祉業界への参入が相次ぐ中、介護施設内に保育園が融合するという独特の特色としても注目されており、子育て人材の確保にも有効とされている。この介護と保育の融合事業においては、新しい基準への考え方が生まれる中、2014年に特許（特許第5619083号）を取得した。
2014年度からは、子ども・子育て支援法によって保育サービスの供給が増えることから生じる保育士不足を解消するためにChild Care System（CCS）を独自に開発し、東日本電信電話との業務提携を経てICTによる保育園の業務改善クラウドサービスを実施。保育士が、本来の保育業務に集中できるための環境整備を目的としたICT事業に参入した。なお、このシステムにおいても2014年に特許（特許第5648142号）を取得している。
また、経済産業省によって2022、2023、2024年度に健康経営優良法人に認定されている。

## 沿革
- 2007年（平成19年）
  - 1月 - 保育・介護事業の運営を目的として、東京都葛飾区新小岩に株式会社global bridgeを設立。貞松成が代表取締役に就任。
  - 3月 - 千葉県千葉市花見川区幕張町に「あい・あい保育園 幕張園」を開設し、保育事業を開始。
- 2008年（平成20年）5月 - 千葉県鎌ケ谷市にデイサービス「やすらぎ家（や）鎌ケ谷亭」を開設し、介護事業を開始。
- 2009年（平成21年）9月 ‐ 本社を東京都墨田区両国に移転。
- 2010年（平成22年）4月 - 介護と保育の融合施設を運営開始。
- 2011年（平成23年）
  - 4月 ‐ 保育用品専門販売サイト「globalMarket（現・CCS SHOP）」を開設し、ICT事業を開始。
  - 7月 ‐ 保育園運営管理システム「Child Care System（現・CCS PRO）」を自社開発。
  - 10月 ‐ 大阪府大阪市中央区本町に関西オフィスを開設。
- 2012年（平成24年）3月 ‐ 事業所内保育受託事業を運営開始。
- 2014年（平成26年）
  - 4月 ‐ 東京都墨田区立花に小規模保育施設「あい・あい保育園 小村井園」を開設。
  - 6月 ‐ 神奈川県川崎市麻生区万福寺に放課後等デイサービス「にじ 百合ヶ丘」を開設。
  - 7月 - CCSに関して、東日本電信電話株式会社（NTT東日本）と業務提携。
  - 9月 -「介護と保育の融合事業」のレイアウト設計に関して、特許を取得（特許第5619083号）。
  - 11月 - CCSの支援装置に関して、特許を取得（特許第5648142号）。
  - 12月 -  CCSに関して、株式会社スタジオアリスと業務提携。
- 2015年（平成27年）
  - 4月 ‐「あい・あい保育園 幕張園」が認可保育園へと移行
  - 6月 - 東京都墨田区亀沢に本社移転。
  - 11月 - 株式会社global bridge HOLDINGSを設立。関西オフィスを大阪府大阪市中央区島之内に移転。
  - 12月 - 株式会社global bridgeの株式を取得し完全子会社化。株式会社global bridgeからICT事業等を分割し、株式会社social solutionsを設立。
- 2016年（平成28年）
  - 1月 ‐ 千葉県松戸市松戸に生活介護「にじの家 松戸」を開設。
  - 9月 ‐ 千葉県千葉市中央区今井に児童発達支援「にじの広場 今井」を開設。
- 2017年（平成29年）
  - 7月 ‐ 関西オフィスを大阪府大阪市西区靱本町に移転。
  - 10月 - 東京証券取引所TOKYO PRO Marketへ上場。本社を東京都墨田区錦糸に移転。
- 2018年（平成30年）
  - 4月 ‐ 保育ロボット「VEVO」を開発。直営運営施設における試験導入開始。直営運営施設数が50施設突破。
  - 7月 ‐ 株式会社東京ライフケアの全株式を取得し子会社化。サービス付き高齢者向け住宅を運営開始。
  - 11月 - CCSが公益社団法人企業情報化協会主催の平成30年度（第36回）IT賞　特別賞（技術活用賞）を受賞。
  - 11月 - 株式会社YUANの全株式を取得し子会社化。有料老人ホームを運営開始。
- 2019年（平成31年/令和元年）
  - 2月 - 株式会社YUANの社名を株式会社global life careに変更。
  - 4月 - 直営運営施設数が70施設突破。直営運営施設における利用定員数が3,000人突破。午睡センサーを研究開発。直営運営施設における試験導入開始。
  - 12月 - 12月22日に東京証券取引所TOKYO PRO Market上場廃止。翌12月23日に東京証券取引所マザーズへ上場。
- 2020年（令和2年）
  - 1月 - シンボルマーク並びにブランドロゴを変更。
  - 4月 - 株式会社global bridgeの社名を株式会社global child careに変更。
- 2022年（令和4年）
  - 1月 - グループ社名をAIAIグループ株式会社に変更。子会社の株式会社global child careをAIAI Child Care株式会社、株式会社global life careをAIAI LIFE CARE株式会社にそれぞれ社名変更。
  - 4月4日 - 東京証券取引所の市場区分見直しにより、東京証券取引所グロースへ移行。
- 2024年（令和6年）
  - 5月 - AIAI LIFE CARE株式会社全株式を株式会社QLSホールディングスに譲渡[10][11]。

## 施設数
（2020年4月30日現在）
- AIAI Child Care株式会社
  - 認可保育所「あい・あい保育園」：64ヶ所
  - 小規模保育「あい・あい保育園」：8ヶ所
  - 放課後等デイサービス「にじ」：7ヶ所

## CCS PRO（Child Care System）
CCS PRO（Child Care System）はパソコン、タブレットで利用できるソフトであり、複数のパソコン及びタブレットで同一のIDを使うことができる。パソコンとタブレットで操作するが、保育事業者がパソコン、利用者がタブレットを使用するよう基本設計されている。
CCS PROは、株式会社social solutionsが運営するクラウドサービス。同社はNTT東日本と協業体制にあり、NTT東日本は本システムに必要なWi-Fiなどのインターネット環境の構築や、CCS PRO電話相談サポートセンターなどの業務をサポートしている。
なお、インターネット回線に関しては、フレッツ光に限らず、他社の光コラボレーション回線での利用も可能としている。
もともとは株式会社global bridgeが運営する施設の社内専用システムであったものをNTT東日本との協業を機に平成26年にリリースした。法改正を機にソフト開発が相次ぐ中。2019年6月時点で、CCS PRO導入保育所数が700ヶ所を超えている。2020年1月、商品名をChild Care System+ProからCCS PROへ変更。

## 関連会社

### 完全子会社
- AIAI Child Care株式会社 - 「あい・あい保育園」、「にじ」の運営。
- 株式会社social solutions - 保育業務支援システム「チャイルドケアシステム」などの開発。
- 株式会社東京ライフケア ‐ 東京都台東区にて認可保育園の運営。